# Princeton, Wisconsin
Princeton là một thành phố thuộc quận Green Lake, tiểu bang Wisconsin, Hoa Kỳ. Năm 2000, dân số của thành phố này là 1504 người.